# Hoc (Beowulf)
Hoc è un personaggio del poema Beowulf e Frammento di Finnsburg. È il padre di Hnæf e di Hildeburh. Sarebbe morto attorno al 450. È un mitico antenato tribale, dato che, secondo il Widsith, regnò sugli hocing.